# Dave Pike
David Samuel „Dave“ Pike (* 23. März 1938 in Detroit, Michigan; † 3. Oktober 2015 in Del Mar, Kalifornien) war ein US-amerikanischer Vibraphonist. Er spielte überwiegend Jazz; einige seiner Alben sind dem Bereich Lounge-Musik zuzuordnen.

## Leben und Wirken
Dave Pike lernte ab dem Kindesalter Schlagzeug und war auf dem Vibraphon Autodidakt. 1954 zog seine Familie nach Los Angeles, wo er mit Curtis Counce, Harold Land, Elmo Hope, Dexter Gordon, Carl Perkins und Paul Bley auftrat. 1960 zog er nach New York und verstärkte sein Vibraphon elektrisch. Zwischen 1961 und 1964 tourte er mit Herbie Mann und spielte anschließend mit Attila Zoller.
Ab 1968 hielt er sich in Deutschland auf. Zusammen mit Volker Kriegel (Gitarre, Sitar), J.-A. Rettenbacher (Bass, Cello) und Peter Baumeister (Schlagzeug, Percussion) trat er von 1968 bis 1972 als „Dave Pike Set“ auf. Die Formation spielte bei den Berliner Jazztagen ebenso wie beim Montreux Jazz Festival. Das letzte Album der Gruppe Salamao wurde unter dem Namen „The New Dave Pike Set“ mit Eberhard Weber und Marc Hellman anstelle von Rettenbacher und Baumeister zusammen mit der Percussiongruppe Grupo Baiafro De Bahia, zu der die Perkussionisten Djalma Corrêa, Edson Ernetério de Sant’Ana und Onias Camardelli gehörten, in Rio de Janeiro aufgenommen. Das Konzept des Dave Pike Set war recht erfolgreich, da die Grenzen zum Jazzrock und zur psychedelischen Popmusik überschritten wurden. Daneben entstanden auch Aufnahmen mit der renommierten Kenny Clarke/Francy Boland Big Band.
1973 kehrte er wieder nach Los Angeles zurück, wo er mit Musikern wie Ron Eschete spielte. Auf dem JazzFest Berlin 2005 trat Pike gemeinsam mit dem Pianisten Christoph Spendel, dem Gitarristen Michael Sagmeister, dem Bassisten André Nendza und dem Schlagzeuger Kurt Billker als New Dave Pike Set auf.
Dave Pike starb am 3. Oktober 2015 im Alter von 77 Jahren im kalifornischen Del Mar an einem Lungenemphysem.

## Trivia
Einer breiteren Öffentlichkeit wurde Pike 1998 bekannt durch das von Volker Kriegel komponierte Stück Mathar, ein Dance-Sitar-Stück, das in dem Film 23 – Nichts ist so wie es scheint zu hören ist. Pike selbst ist in dieser Aufnahme des Dave Pike Sets nur am Tamburin zu hören. Schon seit den 1970er Jahren kennt man ihn außerdem von Big Schlepp, der Titelmusik der NDR-Radiosendung Was wollen Sie wissen?, die ebenfalls von Kriegel komponiert und mit dem Dave Pike Set eingespielt wurde.

## Diskographie Dave Pike Set
- Noisy Silence – Gentle Noise (1969; Auskopplung der Single bzw. späteren Maxi-CD „Mathar“)
- Four Reasons (1969)
- Live at the Philharmonie (1969)
- Infra Red (1970)
- Album (1972)
- Salomão – The New Dave Pike Set & Grupo Baiafro De Bahia (1972)
- Masterpieces (Sampler-CD) (1969–1972)
- At Studio 2 (Liveaufnahmen vom 11. März 1971 in Köln, ed. 2016)

## Weitere Alben von Dave Pike
- It’s Time for Dave Pike (OJC, 1961)
- Pike’s Peak (1961)
- Bossa Nova Carnival (1962)
- Limbo Carnival (1962)
- Dave Pike Plays the Jazz Version of „Oliver“ (1962)
- Manhattan Latin (Verve, 1964)
- Jazz for the Jet Set (Atlantic, 1965)
- The Doors of Perception (1966)
- Got the Feelin’ (1969)
- Times out of Mind (1975)
- On a Gentle Note (1977)
- Let the Minstrels Play On (1978)
- Moon Bird (1981)
- Pike’s Groove (Criss Cross, 1986)
- Bluebird (1988)
- BopHead (1998)
- Peligroso (Cubop, 2000)
- Carnavals (2000)

## Lexigraphischer Eintrag
- Ian Carr, Digby Fairweather, Brian Priestley: Rough Guide Jazz. Der ultimative Führer zur Jazzmusik. 1700 Künstler und Bands von den Anfängen bis heute. Metzler, Stuttgart/Weimar 1999, ISBN 3-476-01584-X.